# گمینا پاکوشتش
گمینا پاکوشتش (به لهستانی:  Gmina Pakość) یک گمینا در لهستان است که در شهرستان اینوروتسواف واقع شده‌است. گمینا پاکوشتش ۸۶٫۲۹ کیلومتر مربع مساحت و ۹٬۹۷۱ نفر جمعیت دارد.